# Accumulatiekachel

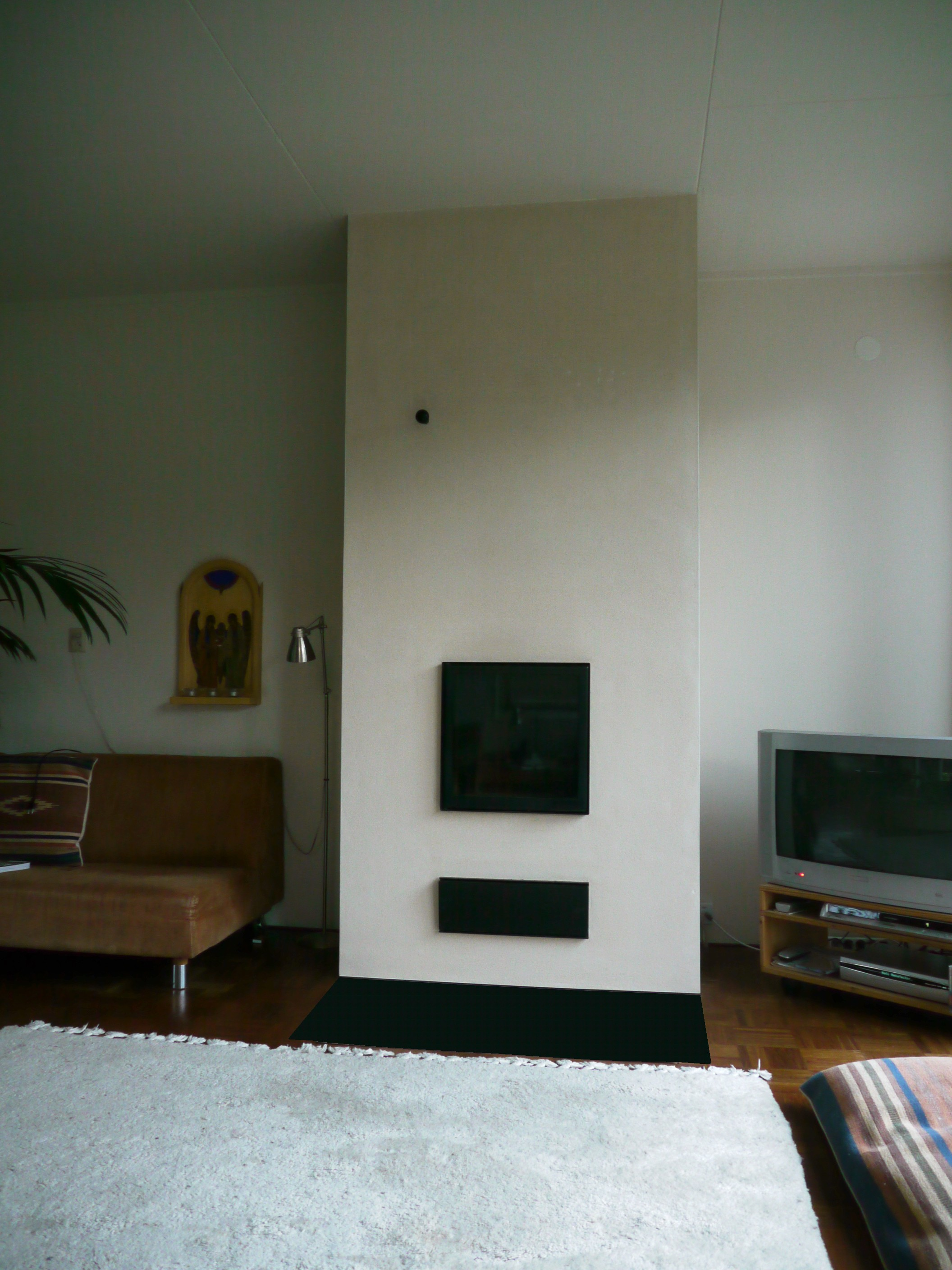
Een modern type accumulatiekachel in een woning.

Een accumulatiekachel of accumulerende kachel is een kachel die in de kachel vrijgekomen warmte eerst opslaat om deze vervolgens langzaam aan de omgeving af te geven. Dergelijke kachels hebben een grote thermische massa, en worden daarom ook wel massakachels genoemd.
Een accumulatiekachel kan worden ingebouwd in de woning of als losstaand element worden geplaatst. Doorgaans worden ze handmatig gevoed met vaste brandstof zoals hout, turfbriketten of houtpellets.

## Varianten

### Tegel-, speksteen- en leemkachel
De tegelkachel is opgebouwd uit leem, beton of metselwerk en afgewerkt met tegels. Lange luchtkanalen zorgen voor een zo volledig mogelijke verbranding en een zo hoog mogelijke warmteafgifte. De speksteenkachel werkt op dezelfde wijze maar is opgebouwd uit natuursteen of speksteen en hiermee ook afgewerkt. Een leemkachel is opgebouwd uit leemstenen en afgewerkt met leemstuc.

### Rocket mass heater
De rocket mass heater kent een naverbranding van de rookgassen, waardoor minder rook ontstaat.

### Elektrische variant
Bij elektrische verwarming is het mogelijk om warmte op te slaan in stenen die de warmte langzaam afgeven. Het afgeven van warmte kan gebeuren door directe geleiding of uitstraling, maar ook door actieve circulatie van lucht of water.
Een elektrische accumulatieverwarming kan in de verbruikskosten besparend zijn doordat hij kan worden opgewarmd op momenten dat de stroomkosten laag zijn (stroomoverschot). In de tijd van de kolencentrales werd daarvoor nachtstroom gebruikt; de nieuwe trend is om hiervoor elektriciteit te gebruiken als er een overschot aan zonne- of windenergie beschikbaar is.

## Normering
De Europese standaard is voor Nederland vastgelegd in de NEN-norm NEN-EN 15250:2007: 'Accumulerende toestellen gestookt met vaste brandstof – Eisen en beproevingsmethoden'.